# Gabriel Batllevell
Gabriel Batllevell Tort (Molins de Rey, 24 de diciembre de 1825 - Sabadell, 19 de agosto de 1910) fue un maestro de obras español, padre del arquitecto modernista Juli Batllevell.
Contribuyó a la urbanización de una buena parte de la ciudad de Sabadell durante la segunda mitad del siglo XIX. Entre sus obras cabe destacar el colegio de las Escuelas Pías (actual Ayuntamiento de Sabadell), la antigua estación de tren de Sabadell y el Casal Pere Quart.

## Biografía
Nació el 24 de diciembre de 1825 en Molins de Rey, hijo de Joan Pere Batllevell e Isabel Tort. Contrajo matrimonio con Dolors Arús i Viver (natural de El Papiol), y tuvo cinco hijos: Isabel, Lluís -nacidos en Molins de Rey-, Joan, Juli y Enric -nacidos en Sabadell-. Se establece en  Sabadell en 1860, fijando su residencia en 1863 en una casa construida por el mismo en la calle Gràcia, 127.

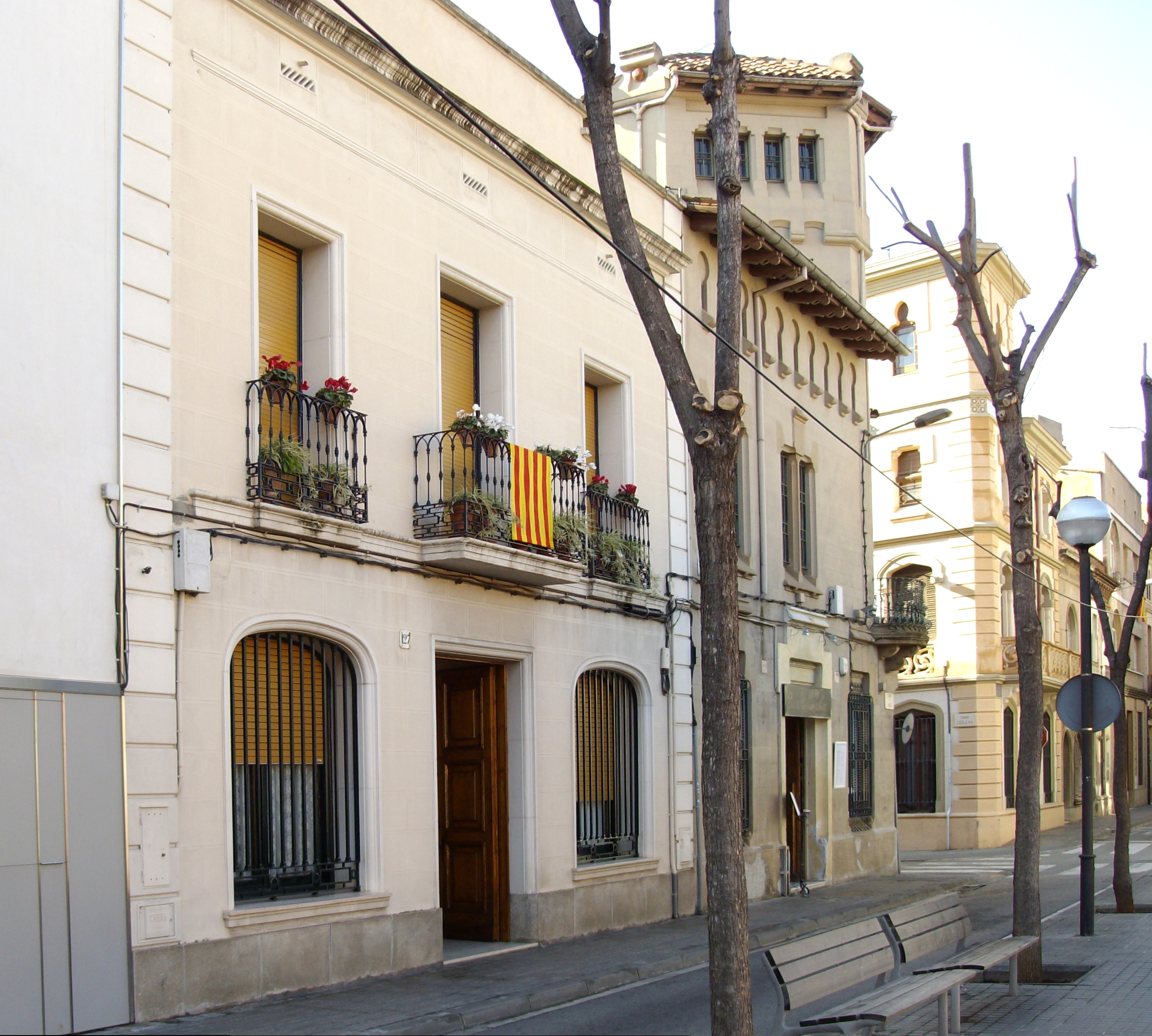
Casa familiar de la calle Gràcia (Sabadell)

Formó parte desde su fundación, en 1849, de la  Escuela de Maestros de Obras de Barcelona, de la que fue decano. El 16 de octubre de 1854 obtiene en Madrid el título de Director de Caminos Vecinales.
Ejerció durante muchos años los cargos públicos de Director de Caminos Vecinales y Agrimensor, tarea esta última que le proporcionó muchos trabajos. En 1869 fue nombrado maestro de obras del Ayuntamiento de Sabadell, asimismo también llegó a ser jefe del cuerpo de bomberos de la ciudad, entidad creada en 1860.
Ejerció el cargo de perito judicial en los distritos de Sabadell y Tarrasa, así como director técnico de la Sociedad de Minas de Agua de Sabadell y llevó a cabo, mientras ocupó este cargo, numerosas obras de importancia, como el puente de la Salut en 1864, junto con el también maestro de obras local Josep Antoni Obradors.
Colaboró junto a Obradors en la realización del primer plan de expansión y reforma de Sabadell, proyectado en 1864 por el entonces arquitecto provincial Francisco Daniel Molina. Fue un proyecto de gran categoría urbanística que no se pudo llevar a cabo por la oposición presentada por los propietarios que habían de colaborar con la aportación de los terrenos. Como no había medios suficientes para hacer las expropiaciones correspondientes el proyecto no se pudo realizar.
Gabriel Batllevell era un profesional bien considerado y recibía muchos encargos y de diferentes tipos, proyectó y construyó  muchas "casas inglesas", cuadras textiles y casales tanto señoriales como austeros dependiendo del lugar.

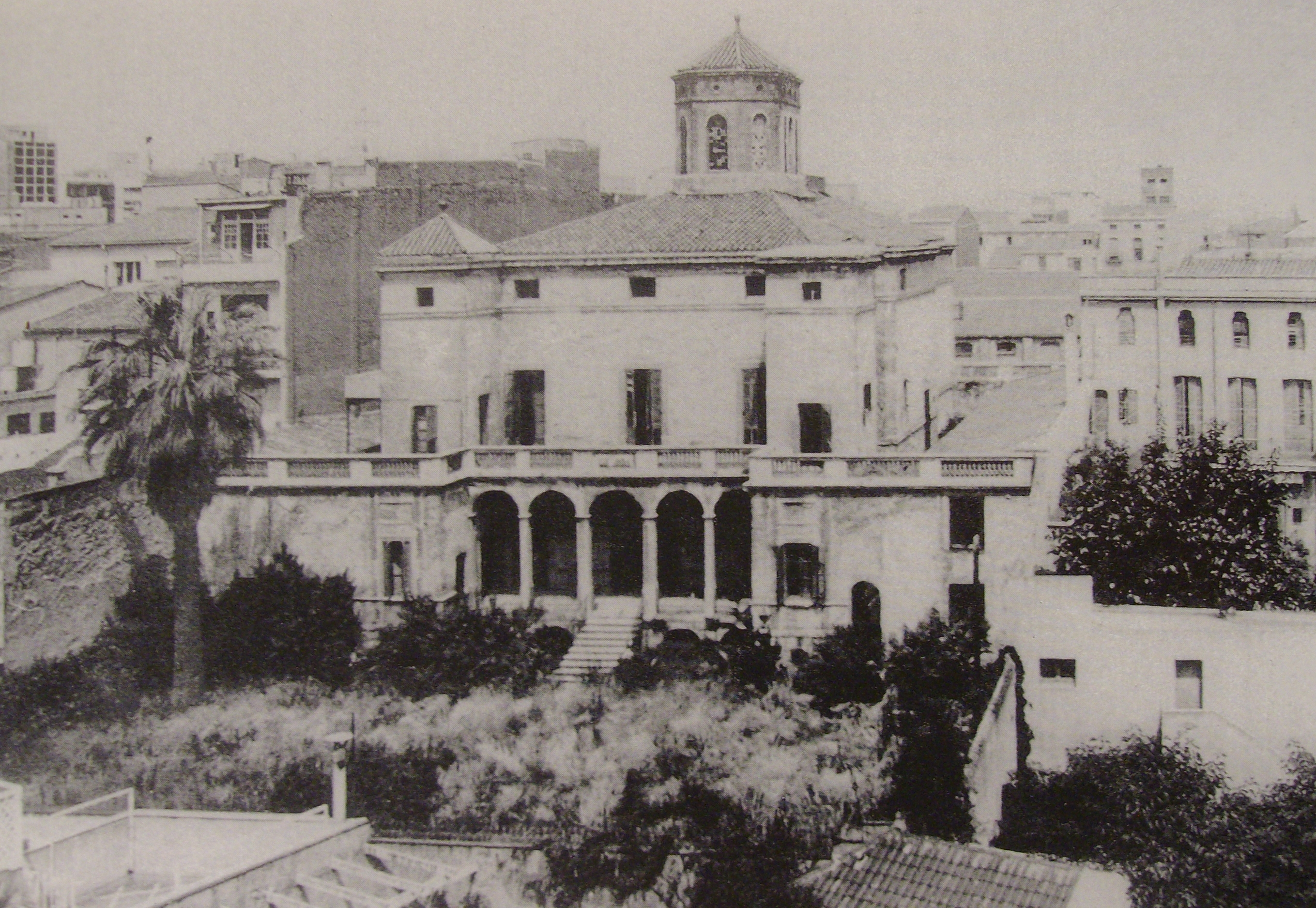
Casa Barata (Sabadell)

Fue el autor de algunas de las casas más lujosas de la ciudad de Sabadell. Una de las más ambiciosas fue la llamada popularmente como "Les voltes de l'Oliver" (hoy día conocida como Casal Pere Quart), un conjunto de viviendas porticadas proyectadas en 1862 y que inicialmente tenía que abarcar toda una manzana de la Rambla, pero que al final solo llegó a construir la parte central, la que correspondía al domicilio del promotor, el industrial Pere Oliver i Salt, bisabuelo paterno del poeta Joan Oliver (Pere Quart).
La otra gran casa proyectada y dirigida por Batllevell fue la de Joan Fontanet Pont (Casa Barata) en 1865, en la calle Sant Josep, 22. La casa fue un modelo arquitectónico dentro de su género, con torreón, galería porticada, balaustres de tierra cocida, y decoraciones del famoso pintor Josep Espinalt. La casa fue derruida en 1976 para construir un casal de ancianos. Fontanet que tenía un molino papelero (todavía se conserva en parte), hacía negocios inmobiliarios con Batllevell, juntos adquirían terrenos para construir viviendas y después venderlas.

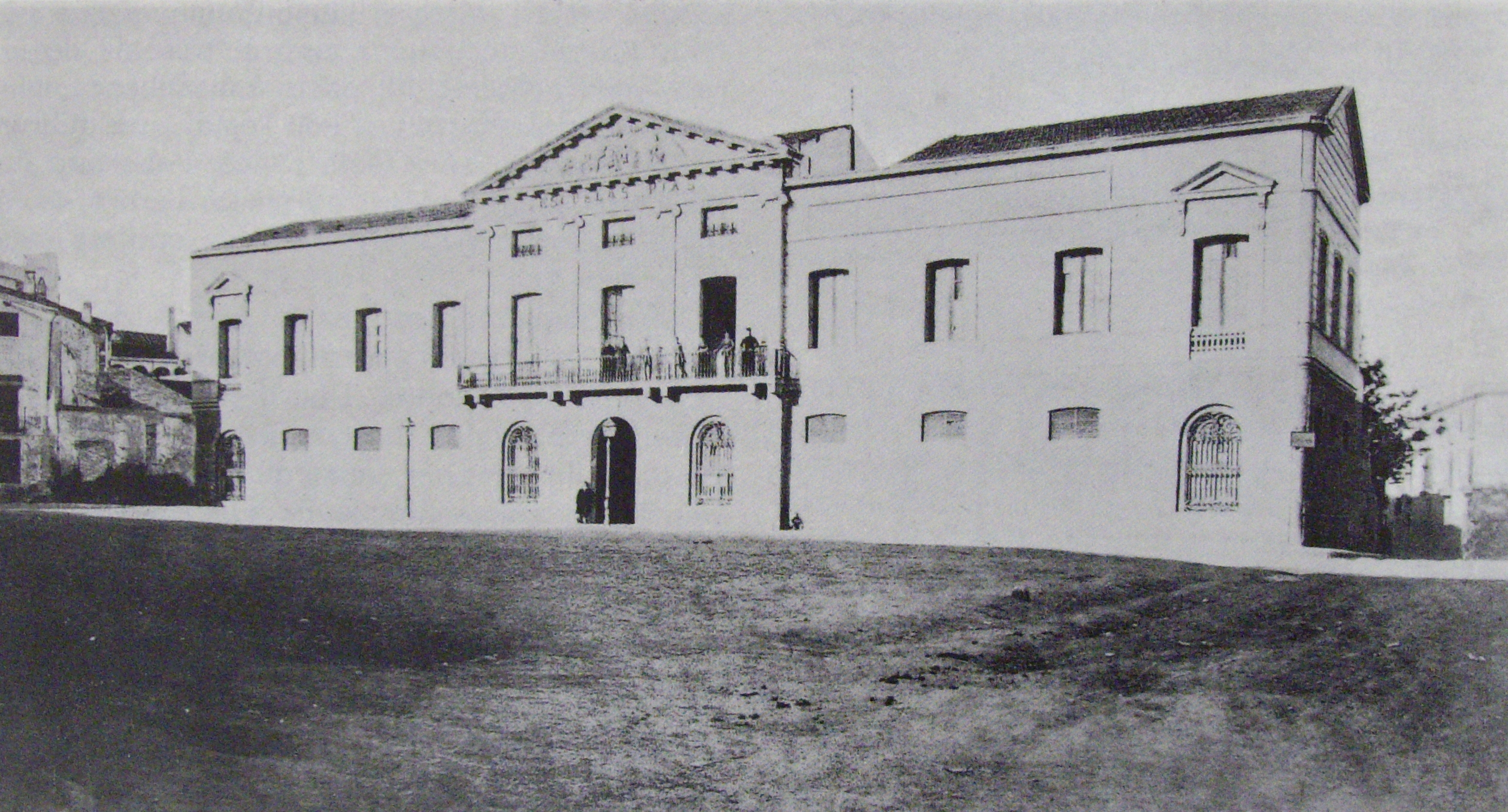
Antiguo edificio de las Escuelas Pías, desde 1885 acoge al Ayuntamiento de Sabadell.

Entre sus obras también cabe destacar la construcción en 1871 del colegio de las Escuelas Pías, situado en la plaza de Sant Roc. En 1880 el Ayuntamiento de Sabadell presidido por el alcalde Pau Montllor i Juncà lo adquiere por 285.000 pesetas para convertirlo en la nueva sede del ayuntamiento, siendo inaugurado en 1885. En 1888 se reforma la fachada principal, y en el 1900 su hijo Juli Batllevell continúa la reforma y construye la fachada posterior.
También construyó en 1889 la estación de tren de Sabadell. Ésta venía a sustituir la antigua estación construida en 1855 y que supuso la llegada del tren a Sabadell. La estación de Sabadell Centro fue soterrada en 1971, dejando de utilizarse el antiguo edificio de la estación, en la actualidad se utiliza como terminal de autobuses.
Entre sus obras de fuera de la ciudad de sabadell destaca la reforma de El Marquet de les Roques en 1895, antigua masía propiedad de la familia Oliver en el valle d'Horta en San Lorenzo Savall. En la reforma también participó su hijo Juli Batllevell, ésta consistió en la reforma de una pequeña masía para convertirla en un "castillo", repetando la casa original, reservada ahora a los masoveros. El edificio, de estilo pre-modernista, ya anunciaba muchos de los elementos distintivos de este movimiento.
Gabriel Batllevell murió el 19 de agosto de 1910, a los 84 años de edad, en su domicilio particular de la calle Gràcia. El 3 de noviembre de 1914 el Ayuntamiento de Sabadell, presidido por el alcalde Feliu Griera i Dulcet, acuerda por unanimidad dar el nombre de Batllevell a una calle de la ciudad.